# 天糊
天胡是麻将中的一种和牌形式，指的是庄家利用最初摸到的牌和牌的情况。漢字有「天和」、「天胡」、「天糊」等寫法，但不論怎麼寫，第二字皆唸。
在日本麻将中是役满、台灣麻將為16台或24台，香港麻雀是封頂例牌（13番），馬來西亞麻將為爆棚，廣東麻雀為40番，在國標麻將以不求人替代。
阿加莎·克里斯蒂在1926年出版的《罗杰疑案》（The Murder of Roger Ackroyd）中提到了天和。

## 日麻中的「天和」
只有庄家能够达成，是相当少见的和牌方式，据计算概率约为33万分之一（日本麻將規則，包含七對子、國士無雙等特殊牌型），仅次于四杠子的43万分之一。
日本競技聯盟101競技聯盟目前的規則並不承認天胡。
如果是利用最初的14张牌开杠之后岭上开花的话，天胡不成立。
日本大正時代舉辦的官方大賽的優勝者有在第二回戰天胡大三元的紀錄。這也是日本官方戰中唯一含有複數役滿牌型的胡牌實例。
不論是在麻將館還是網路遊戲，可能一辈子也無法親眼见到一次。按照機率，如果每天打5回半莊的話，需要約61年才能天胡一次。
與四槓子、九蓮寶燈位列稀有率前三。